# Lethrus aequidentatus
Lethrus aequidentatus är en skalbaggsart som beskrevs av Nikolajev 1968. Lethrus aequidentatus ingår i släktet Lethrus och familjen tordyvlar. Inga underarter finns listade i Catalogue of Life.